# 13. ceremonia wręczenia Satelitów
13. ceremonia rozdania nagród Satelitów odbyła się 14 grudnia 2008 roku. Nominacje do tej nagrody zostały ogłoszone przez IPA 1 grudnia.
Najwięcej – po 3 nagrody – otrzymały filmy Australia i Slumdog. Milioner z ulicy.

## Laureaci i nominowani
Laureaci nagród wyróżnieni są wytłuszczeniem

### Produkcje filmowe

#### Najlepszy film dramatyczny
- Slumdog. Milioner z ulicy
- Lektor
- Droga do szczęścia
- Frost/Nixon
- Obywatel Milk
- Rzeka ocalenia

#### Najlepszy film komediowy lub musical
- Happy-Go-Lucky, czyli co nas uszczęśliwia
- Nick i Norah
- Vicky Cristina Barcelona
- Jaja w tropikach
- Najpierw strzelaj, potem zwiedzaj
- Udław się

#### Najlepsza aktorka w filmie dramatycznym
- Angelina Jolie − Oszukana
- Melissa Leo − Rzeka ocalenia
- Anne Hathaway − Rachel wychodzi za mąż
- Kristin Scott Thomas − Kocham cię od tak dawna
- Meryl Streep − Wątpliwość
- Kate Winslet − Lektor

#### Najlepsza aktorka w filmie komediowym lub musicalu
- Sally Hawkins − Happy-Go-Lucky, czyli co nas uszczęśliwia
- Meryl Streep − Mamma Mia!
- Lisa Kudrow − Błękitek
- Kat Dennings − Nick i Norah
- Catherine Deneuve − Świąteczne opowieści
- Debra Messing − Nie ma jak święta

#### Najlepszy aktor w filmie dramatycznym
- Richard Jenkins − Spotkanie
- Mickey Rourke − Zapaśnik
- Mark Ruffalo − Co cię nie zabije
- Frank Langella − Frost/Nixon
- Leonardo DiCaprio − Droga do szczęścia
- Sean Penn − Obywatel Milk

#### Najlepszy aktor w filmie komediowym lub musicalu
- Ricky Gervais − Miasto duchów
- Sam Rockwell − Udław się
- Josh Brolin − W.
- Michael Cera − Nick i Norah
- Brendan Gleeson − Najpierw strzelaj, potem zwiedzaj
- Mark Ruffalo − Bracia Bloom

#### Najlepsza aktorka drugoplanowa
- Rosemarie DeWitt − Rachel wychodzi za mąż
- Penélope Cruz − Elegia
- Anjelica Huston − Udław się
- Sophie Okonedo − Sekretne życie pszczół
- Emma Thompson − Powrót do Brideshead
- Beyoncé Knowles − Cadillac Records

#### Najlepszy aktor drugoplanowy
- Michael Shannon − Droga do szczęścia
- Robert Downey Jr. − Jaja w tropikach
- Rade Šerbedžija − Ulotne fragmenty
- James Franco − Obywatel Milk
- Heath Ledger − Mroczny Rycerz
- Philip Seymour Hoffman − Wątpliwość

#### Najlepszy reżyser
- Danny Boyle − Slumdog. Milioner z ulicy
- Tom McCarthy − Spotkanie
- Ron Howard − Frost/Nixon
- Gus Van Sant − Obywatel Milk
- Christopher Nolan − Mroczny Rycerz
- Stephen Daldry − Lektor

#### Najlepszy scenariusz oryginalny
- Tom McCarthy − Spotkanie
- Grant Nieporte − Siedem dusz
- Courtney Hunt − Rzeka ocalenia
- Baz Luhrmann, Stuart Beattie, Ronald Harwood i Richard Flanagan − Australia
- Dustin Lance Black − Obywatel Milk

#### Najlepszy scenariusz adaptowany
- Peter Morgan − Frost/Nixon
- Philip Roth − Elegia
- John Patrick Shanley − Wątpliwość
- Eric Roth i Robin Swicord − Ciekawy przypadek Benjamina Buttona
- David Hare − Lektor
- Simon Beaufoy − Slumdog. Milioner z ulicy
- Justin Haythe − Droga do szczęścia

#### Najlepszy film zagraniczny
- Gomorra
- Pozwól mi wejść
- Klasa
- Ojcze nasz
- Reprise. Od początku, raz jeszcze
- Karmel

#### Najlepszy film animowany lub produkcja wykorzystującalive action
- WALL·E
- Dzielny Despero
- Horton słyszy Ktosia
- Piorun
- Walc z Baszirem
- The Sky Crawlers

#### Najlepsza muzyka
- A.R. Rahman − Slumdog. Milioner z ulicy
- David Arnold − 007 Quantum of Solace
- Thomas Newman − WALL·E
- John Powell − Horton słyszy Ktosia
- David Hirschfelder − Australia
- Danny Elfman − Obywatel Milk

#### Najlepsza piosenka
- Jack White i Alicia Keys − Another Way to Die z filmu 007 Quantum of Solace
- Guns N’ Roses − If the World z filmu W sieci kłamstw
- Peter Gabriel − Down to Earth z filmu WALL·E
- Angela Little, Felix Meagher, Baz Luhrmann, Anton Monsted i Schuyler Weiss − By the Boab Tree z filmu Australia
- A.R. Rahman i Gulzar − Jai Ho  z filmu Slumdog. Milioner z ulicy
- Bruce Springsteen − The Wrestler z filmu Zapaśnik

#### Najlepsze zdjęcia
- Mandy Walker − Australia
- Jess Hall − Powrót do Brideshead
- Gyula Pados − Księżna
- Tim Orr − Śnieżne anioły
- Tom Stern − Oszukana
- Claudio Miranda − Ciekawy przypadek Benjamina Buttona

#### Najlepszy montaż
- Dan Lebental − Iron Man
- Matt Chessé i Richard Pearson − 007 Quantum of Solace
- Lee Smith − Mroczny Rycerz
- Dody Dorn i Michael McCusker − Australia
- Chris Dickens − Slumdog. Milioner z ulicy
- Daniel P. Hanley i Mike Hill − Frost/Nixon

#### Najlepsza scenografia
- Karen Murphy i Catherine Martin − Australia
- Alice Normington − Powrót do Brideshead
- Ken Wakefield i Michael Carlin − Księżna
- Donald Graham Burt i Tom Reta − Ciekawy przypadek Benjamina Buttona
- Jon Billington i Martin Laing − Miasto cienia
- Kristi Zea i Debra Schutt − Droga do szczęścia

#### Najlepsze kostiumy
- Michael O’Connor − Księżna
- Catherine Martin − Australia
- Eimer Ni Mhaoldomhnaigh − Powrót do Brideshead
- Jacqueline West − Ciekawy przypadek Benjamina Buttona
- Ruth Myers − Miasto cienia
- Patricia Field − Seks w wielkim mieście

#### Najlepsze efekty specjalne
- Chris Godfrey − Australia
- Chris Corbould i Kevin Tod Haug − 007 Quantum of Solace
- John Nelson, Shane Mahan, Dan Sudek i Ben Snow − Iron Man
- Nick Davis, Chris Corbould, Tim Webber i Paul Franklin − Mroczny Rycerz
- Jeffrey A. Okun − Dzień, w którym zatrzymała się Ziemia

#### Najlepszy dźwięk
- Richard King − Mroczny Rycerz
- Eddy Joseph, Mike Prestwood Smith, Mark Taylor, Jimmy Boyle i Martin Cantwell − 007 Quantum of Solace
- Christopher Boyes − Iron Man
- Jenny Ward − Australia
- William R. Dean i David Husby − Dzień, w którym zatrzymała się Ziemia
- Ben Burtt i Matthew Wood − WALL·E

#### Najlepszy film dokumentalny
- Anita O’Day – The Life of a Jazz Singer i Człowiek na linie
- Idź diable precz
- Spotkania na krańcach świata
- Wiara czyni czuba
- Walc z Baszirem

### Produkcje telewizyjne

#### Najlepszy serial dramatyczny
- Dexter, Showtime
- Braterstwo, Showtime
- Terapia, HBO
- Mad Men, AMC
- Siły pierwotne, BBC America
- Life on Mars, ABC

#### Najlepszy serial komediowy
- State of the Union, Showtime
- U nas w Filadelfii, FX
- Rockefeller Plaza 30, NBC
- Gdzie pachną stokrotki, ABC
- The Colbert Report, Comedy Central
- Kumple, BBC America

#### Najlepszy miniserial
- Panie z Cranford
- John Adams
- The Last Enemy

#### Najlepszy film telewizyjny
- Brud – historia Mary Whitehouse
- Córka opiekuna wspomnień
- Bernard i Doris
- Bóg przed sądem
- Decydujący głos
- 24 godziny: Wybawienie

#### Najlepsza aktorka w serialu dramatycznym
- Anna Paquin − Czysta krew
- Holly Hunter − Ocalić Grace
- Glenn Close − Układy
- Kathryn Erbe − Prawo i porządek: Zbrodniczy zamiar
- Sally Field − Bracia i siostry
- Kyra Sedgwick − Podkomisarz Brenda Johnson

#### Najlepszy aktor w serialu dramatycznym
- Bryan Cranston − Breaking Bad
- Gabriel Byrne − Terapia
- Michael C. Hall − Dexter
- Jon Hamm − Mad Men
- David Tennant − Doctor Who
- Jason Isaacs − Braterstwo

#### Najlepsza aktorka w serialu komediowym
- Tracey Ullman − State of the Union
- America Ferrera − Brzydula Betty
- Tina Fey − Rockefeller Plaza 30
- Julia Louis-Dreyfus − Nowe przygody starej Christine
- Christina Applegate − Kim jest Samantha?
- Mary-Louise Parker − Trawka

#### Najlepszy aktor w serialu komediowym
- Justin Kirk − Trawka
- Lee Pace − Gdzie pachną stokrotki
- Alec Baldwin − Rockefeller Plaza 30
- David Duchovny − Californication
- Danny DeVito − U nas w Filadelfii
- Jonny Lee Miller − Eli Stone

#### Najlepsza aktorka w miniserialu lub filmie telewizyjnym
- Judi Dench − Panie z Cranford
- Laura Linney − John Adams
- Susan Sarandon − Bernard i Doris
- Phylicia Rashad − Narodziny w słońcu
- Julie Walters − Brud - historia Mary Whitehouse
- Jacqueline Bisset − Magiczne Święto Dziękczynienia

#### Najlepszy aktor w miniserialu lub filmie telewizyjnym
- Paul Giamatti − John Adams
- Kevin Spacey − Decydujący głos
- Tom Wilkinson − Decydujący głos
- Ralph Fiennes − Bernard i Doris
- Benedict Cumberbatch − The Last Enemy
- Stellan Skarsgård − Bóg przed sądem

#### Najlepsza aktorka drugoplanowa w serialu, miniserialu lub filmie telewizyjnym
- Fionnula Flanagan − Braterstwo
- Laura Dern − Decydujący głos
- Sarah Polley − John Adams
- Kristin Chenoweth − Gdzie pachną stokrotki
- Dianne Wiest − Terpia
- Chandra Wilson − Chirurdzy

#### Najlepszy aktor drugoplanowy w serialu, miniserialu lub filmie telewizyjnym
- Nelsan Ellis − Czysta krew
- Jimmy Smits − Dexter
- Željko Ivanek − Układy
- John Slattery − Mad Men
- John Noble − Fringe
- Harvey Keitel − Life on Mars

### Nagrody okolicznościowe
- Nagroda Mary Pickford za wkład w przemysł rozrywkowy: Louis Gossett Jr.
- Nagroda im. Nikoli Tesli za wkład rozwój techniczny przemysłu filmowego: Rick Baker
- Nagroda autorów: Baz Luhrmann (Australia)
- Najlepsza obsada w serialu: Braterstwo
- Nowy talent: Brandon Walters
- 10 najlepszych filmów 2008 roku:
  - Balast
  - Oszukana
  - Mroczny Rycerz
  - Wątpliwość
  - Frost/Nixon
  - Rzeka ocalenia
  - Obywatel Milk
  - Lektor
  - Droga do szczęścia
  - Slumdog. Milioner z ulicy

### Nagrody przemysłu DVD − New Media
- Wydanie: To nie jest kraj dla starych ludzi
- Dodatki: Iron Man (2-dyskowa edycja kolekcjonerska)
- Dla młodych widzów: Gry wojenne (wydanie z okazji 25-lecia premiery)
- Dokument: Young at Heart
- Klasyka: The Godfather Collection: The Coppola Restoration
- Telewizyjny show: Two Fat Ladies: The Complete Series